# Ercsi
Ercsi es una ciudad en el centro de Hungría. La ciudad se encuentra unos 35 km al sur de la capital del país, Budapest. Pertenece al distrito de Martonvásár en el condado de Fejér.